# شکار ببر
شکار ببر یک نقاشی بزرگ از پیتر پل روبنس است که شکار ببر را به تصویر می‌کشد. خلق این نقاشی به سال‌های ۱۶۱۵ و ۱۶۱۶ میلادی برمی‌گردد و یکی از چهار نقاشی شکار است که توسط ماکسیمیلیان اول برای تزئین کاخ قدیمی شلایشیم سفارش داده شده است. این اثر در طول جنگ‌های ناپلئون کشف شد و اکنون در موزه هنرهای زیبای رن نگهداری می‌شود.
شکار ببر در سال ۲۰۱۸ به‌منظور تبلیغات برای مجموعهٔ تلویزیونی وراثت شبکهٔ اچ‌بی‌او، به‌عنوان یکی از عناصر صحنه مورد استفاده قرار گرفت.